# Tiger Man
Tiger Man (鉄人タイガーセブン Tetsujin Taigā Sebun, trad. "L'uomo di ferro Tiger Seven"), è una serie televisiva giapponese del genere tokusatsu prodotta dalla P Productions nel 1973, per un totale di 26 episodi. È stata trasmessa in Italia su delle reti private locali durante gli anni ottanta.

## Trama
Durante una spedizione nel deserto del Sahara il professor Takigawa scopre le rovine del perduto Impero di Mu scoprendo che i demoniaci esseri appartenenti a quella antica civiltà non si erano estinti, ma addormentati in un sonno millenario.
Risvegliati da un sonno durato più di 10,000 anni l'impero di Mu intende riprendersi il dominio della Terra e attacca la spedizione del professor Takigawa dove rimane ferito suo figlio Go.
Il professore spende i suoi ultimi momenti salvando la vita a Go, innestandogli un cuore artificiale trovato durante l'esplorazione e gli dona un medaglione egiziano con l'effige di una tigre.
Indossando il medaglione, Go viene improvvisamente teletrasportato in Giappone e le creature di Mu decidono di incominciare la loro conquista del mondo proprio da lì.
Ma Go scopre di potersi trasformare in Tiger Seven, un guerriero con la maschera di tigre dotato di sette poteri: Super forza, Super agilità, Super udito, Super vista, Super intelligenza e gli artigli e le zanne di una tigre.
Così incomincia la sua lotta contro i mostri dell'impero di Mu.